# Crionics
Crionics ist eine polnische Black-, Death- und Industrial-Metal-Band aus Krakau, die im Jahr 1997 gegründet wurde.

## Geschichte
Die Band wurde im Januar 1997 gegründet und bestand aus dem Sänger Michał „War-A.N“ Skotniczny, dem Gitarristen Dariusz „Yanuary“ Styczeń, dem Bassisten Markus „Marcotic“ Kopa und dem Schlagzeuger Maciej „Carol“ Zięba. Ein Jahr nachdem die Band gegründet wurde, nahm sie die ersten fünf Lieder auf, die jedoch nie veröffentlicht wurden. Etwa sechs Monate später nahmen sie das erste offizielle Demo Demo 98 auf, das vier Lieder umfasste, darunter auch eine Coverversion des Emperor-Liedes I Am the Black Wizards. Es folgten die ersten Auftritte und Wacław „Vac-V“ Borowiec kam als Keyboarder zur Besetzung. In der zweiten Hälfte des Jahres 1999 verließ der Gitarrist Styczeń die Band und wurde später im Jahr durch Bartosz „Bielmo“ Bielewicz ersetzt. Es wurden daraufhin vier neue Lieder aufgenommen, die im Jahr 2000 als EP Beyond the Blazing Horizon erschienen. Gegen Ende des Jahres verließ Schlagzeuger Zięba die Besetzung und wurde ein paar Monate später durch Maciej „Darkside“ Kowalski ersetzt. Im August 2001 erfolgte mit dem Ausscheiden des Gitarristen Bielewicz der nächste Ausstieg. Anfang 2002 hielt die Band die nächsten Konzerte ab, ehe die Band an neuem Material schrieb und Ende des Sommers einen Vertrag bei Empire Records unterzeichnete. Die Aufnahmen zum Debütalbum fanden vom 12. bis 23. August 2002 im Hertz Recording Studio statt. Das Album erschien im November 2002 unter dem Namen Human Error (Ways to Selfdestruction) in Form einer Bonus-CD-Beilage der sechsten Ausgabe des Magazins Thrash'em All. Kurz darauf ging die Band zusammen mit Behemoth, Darkane und Frontside auf Tour. Als zweiter Gitarrist half Ex-Mitglied Styczeń bei der Tour aus. Im Jahr 2003 nahm die Band unter anderem am Metalmania, dem Hellfest und dem Inferno Metal Festival Norway teil. Gegen Ende des Jahres erreichte die Band zudem einen Vertrag über drei Alben bei Candlelight Records, wobei die Veröffentlichungen innerhalb Polens noch über Empire Records erfolgen sollte. Über Candlelight Records wurde im März 2004 das Album Human Error (Ways to Selfdestruction) wiederveröffentlicht, wobei die Band als Bonus Carpathian Forest coverte. Anfang 2004 begann die Band mit den Aufnahmen zum nächsten Album, wobei im Juli im Hertz Recording Studio die Schlagzeugspuren aufgenommen wurden und das Album abgemischt und gemastert wurde, während alle anderen Aufnahmen im Lynx Studio stattfanden. Auf dem Album war unter anderem auch eine Coverversion des Emperor-Liedes The Loss and Curse of Reverence zu hören. Während der Aufnahmen trennte sich die Band von ihrem Bassisten Kopa. Im Oktober ging die Band auf eine Tournee, die 17 Auftritte umfasste, an der auch Vader, Lost Soul und Ceti teilnahmen. Kurz vor der Tour kam Konrad „Destroyer“ Ramotowski als Bassist zur Band. Das Album Armageddon's Evolution erschien im November 2004 in der fünften Ausgabe des Magazins Thrash'em All. Im Februar 2005 folgte eine weitere Tour zusammen mit Decapitated, Hate und Dies Irae. Die Band trat bei ihrer ersten Europatournee unter anderem in Deutschland, Österreich, den Niederlanden, der Schweiz und Italien auf. Armageddon's Evolution erschien in ganz Europa am 7. Februar, während es in den USA am 8. Februar erschien.

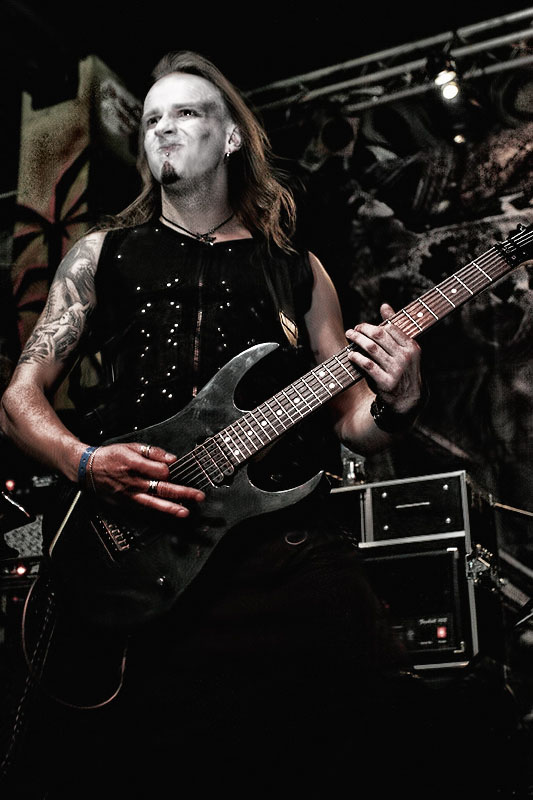
Gitarrist und Sänger Przemysław „Quazarre“ Olbryt live

Im Jahr 2006 schrieb die Band hauptsächlich an ihrem nächsten Album. Währenddessen kam Styczeń als Gitarrist wieder zurück zur Band, wobei er zudem auch Manager der Band wurde. Das Album Neuthrone wurde im November 2006 und im Januar 2007 in zwei verschiedenen Studios aufgenommen: Das Schlagzeug wurde im Diamond Recording Studio aufgenommen, während alle übrigen Instrumente im Zed Studio aufgenommen wurden. Abgemischt und gemastert wurde das Album von Tomasz „Zed“ Zalewski. Das Album erschien im Juli 2007 über Candlelight Records in Europa und den USA. Da der Vertrag mit Empire Records nicht verlängert wurde, erschien das Album in Polen bei Mystic Production. Im Mai 2007 spielte die Band zehn Auftritte in Polen zusammen mit Hate, Darzamat und Sammath Naur. Ein Auftritt in der Ukraine folgte im August auf dem Red Alert Festival. Danach schloss sich eine weitere Tour zusammen mit Krisiun, Rotting Christ und Incantation an, auf der sie in Skandinavien und in den Ländern an der Ostsee spielten. In der zweiten Oktoberhälfte ging die Band zusammen mit Decapitated auf ihre erste Russlandtournee, ehe sich weitere Auftritte in Polen anschlossen.

## Stil
Laut Alex Henderson von Allmusic spiele die Band auf Armageddon's Evolution eine Mischung aus Death- und Black Metal. Der Gesang variiere zwischen tiefem Growling und rauem Black-Metal-Gesang. Man könne dem Album den Einfluss von Bands wie Emperor und Dark Funeral zwar anhören, jedoch spiele Crionics nicht in derselben Liga. Auf Neuthrone spiele die Band laut Pete Pardo von seaoftranquility.org eine Mischung aus Industrial-, Black- und Death Metal. Man könne dem Album Einflüsse von Behemoth, Vader, Fear Factory sowie norwegischer Symphonic-Black-Metal-Bands anhören.

## Diskografie
- 1998: Demo 98 (Demo, Eigenveröffentlichung)
- 2000: Beyond the Blazing Horizon (EP, Demonic Records)
- 2002: Human Error (Ways to Selfdestruction) (Album, Empire Records)
- 2004: Armageddon's Evolution (Album, Empire Records)
- 2007: Neuthrone (Album, Candlelight Records)
- 2010: N.O.I.R. (EP, MSR Productions)